# Hoefsmid

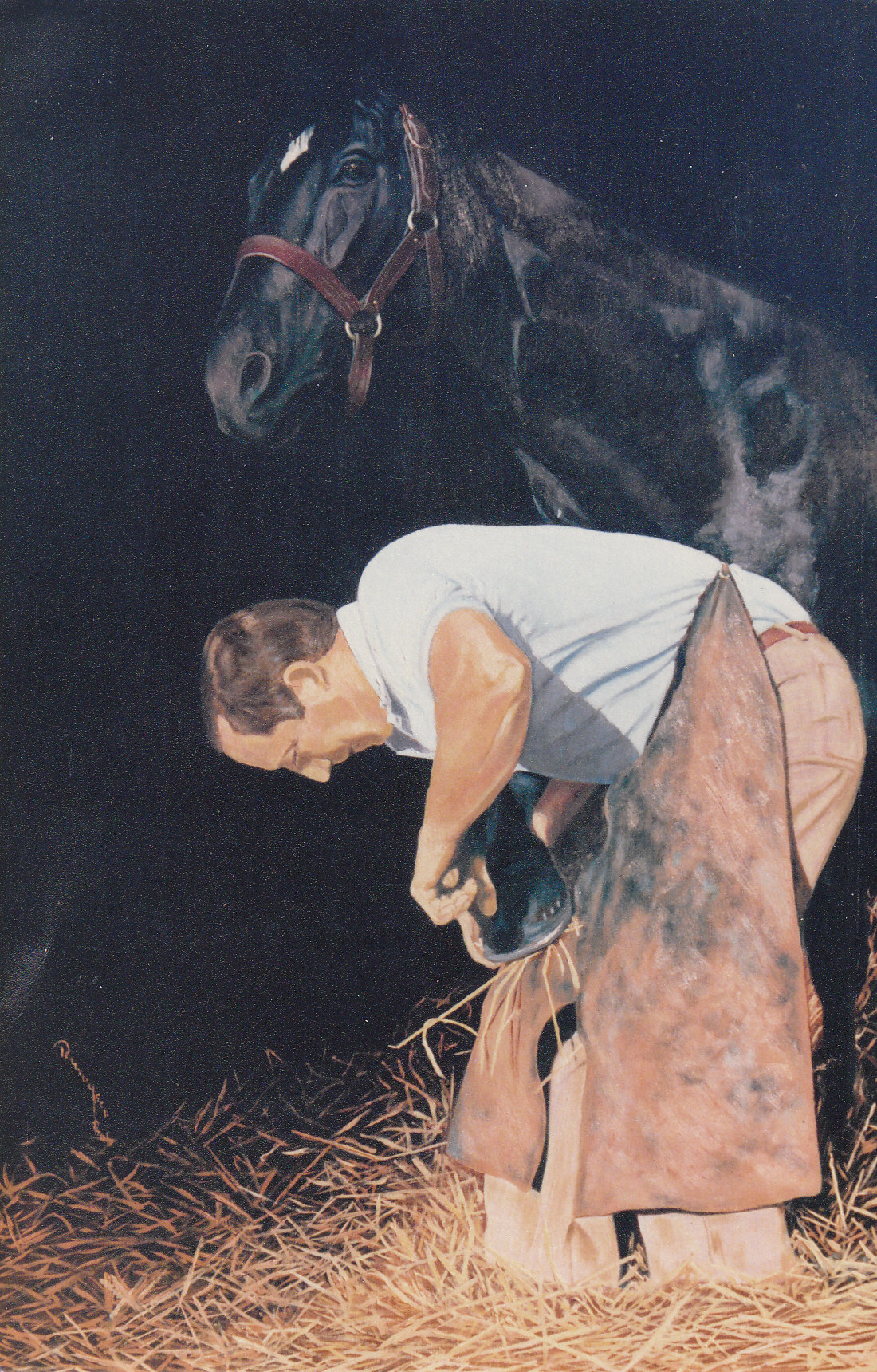
Bob Demuyser: De Hoefsmid

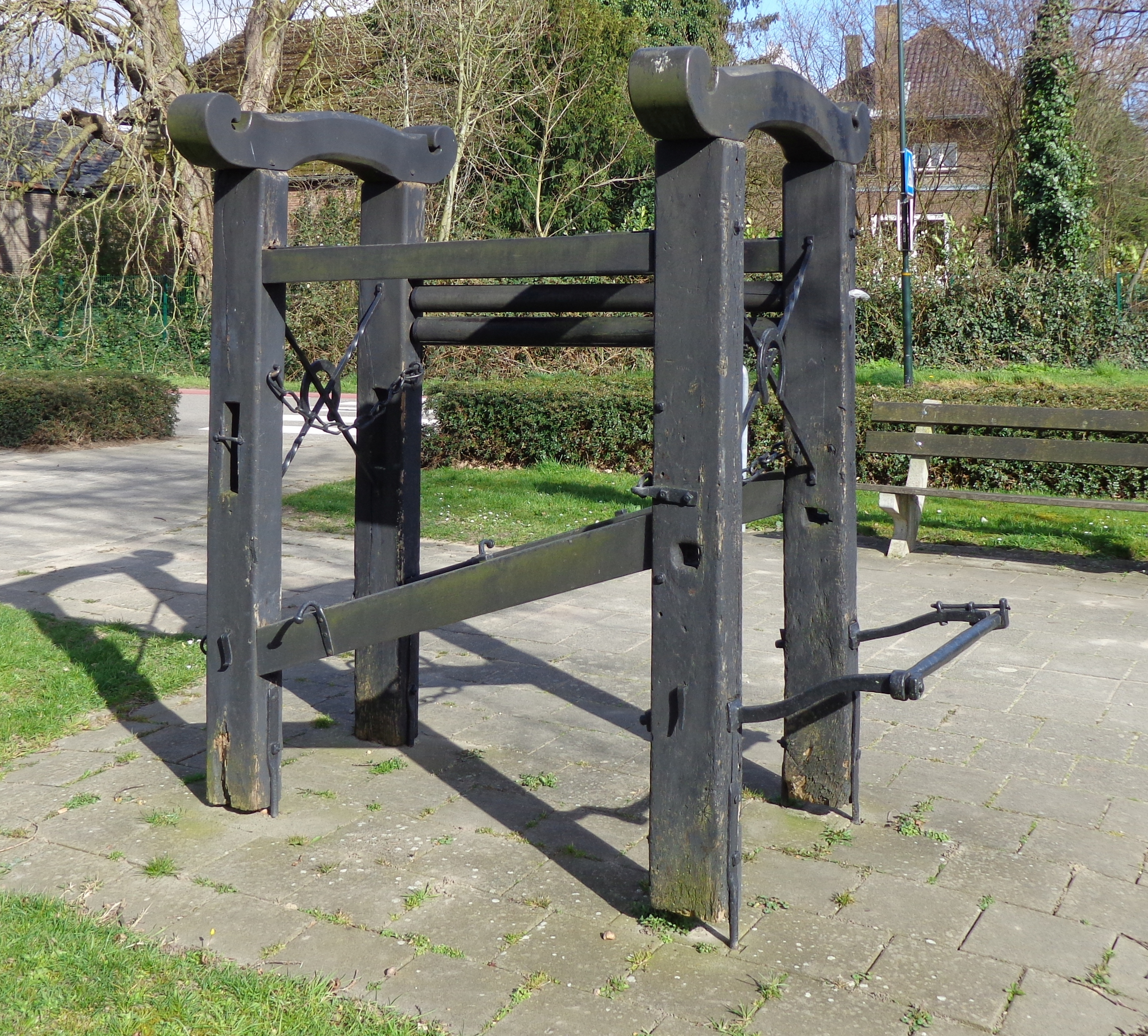
Een hoefstal of travalje

Een hoefsmid is een persoon die de hoeven van een paard of ander hoefdier onderhoudt om de juiste hoefstand te behouden of te bevorderen.

## Geschiedenis
Tot de 17e eeuw werden personen die zieke dieren behandelden over een kam geschoren met hoefsmeden en in Zuid-Nederland smet genoemd, maar vanaf toen werden ze apart aangeduid als peirdemeester.
Tot in de tweede helft van de 20e eeuw, werd de taak van hoefsmid vaak als nevenfunctie uitgeoefend door de dorpssmid. Men ging met de paarden naar de smederij, waar zij 'warm' werden beslagen. Vaak werden de paarden daartoe vastgezet in de travalje, een hoefstal bij de smederij. In 1919 werd voor vakkundige beroepsbeoefenaren de erkenning van 'rijksgediplomeerd hoefsmid' ingevoerd. Het examen werd afgenomen op het 'Instituut voor hoefkunde der Veeartsenijkundige Hogeschool' te Utrecht.

## Werkzaamheden
Naast bekappen, randen afsnijden en bijvijlen, kan het om meerdere redenen zinvol zijn hoefijzers onder de hoeven te bevestigen. De belangrijkste reden van dit aspect van de hoefverzorging van paarden is het voorkomen van excessieve slijtage bij gebruik op verharde wegen. De hoefsmid maakt de ijzers precies passend en bevestigt deze, al dan niet met correcties aan de stand van de hoeven. De ijzers zijn vaak al in verschillende maten geprefabriceerd.
In Nederland kan iedereen zich hoefsmid noemen sinds de rijkserkenning voor de beroepsbeoefenaren is afgeschaft. Er bestaat nog wel een vakopleiding, opgeleide hoefsmeden hebben onder meer een goede kennis van de anatomie van het paard. De meeste hoefsmeden werken ambulant en komen met hun bedrijfswagen naar de klanten en hebben verschillende maten hoefijzers in voorraad zodat zij 'koud' kunnen beslaan.
De patroonheilige van de hoefsmeden (en van alle smeden en metaalbewerkers) is St Elooi.

## Afbeeldingen

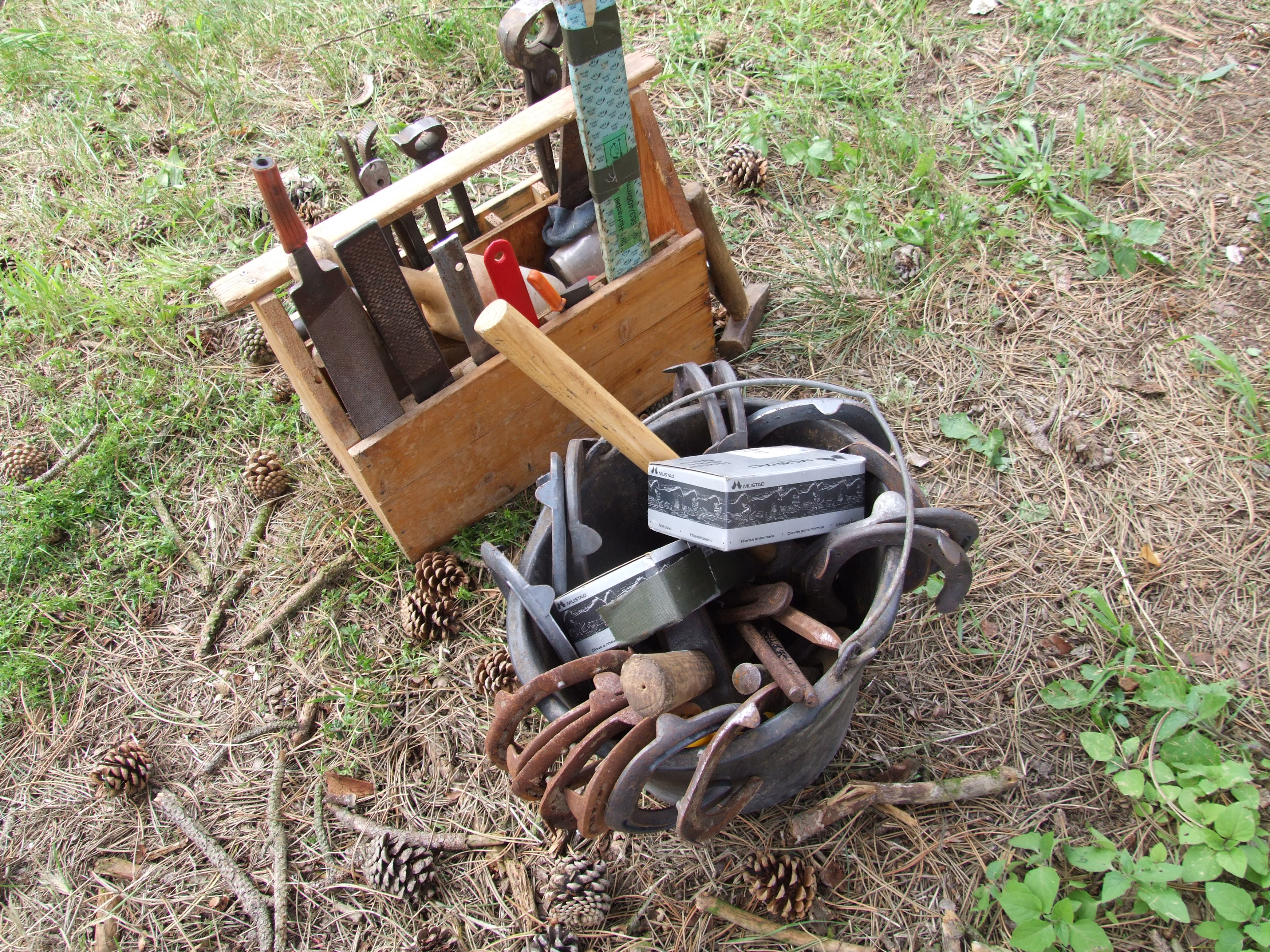
Gereedschap van een hoefsmid
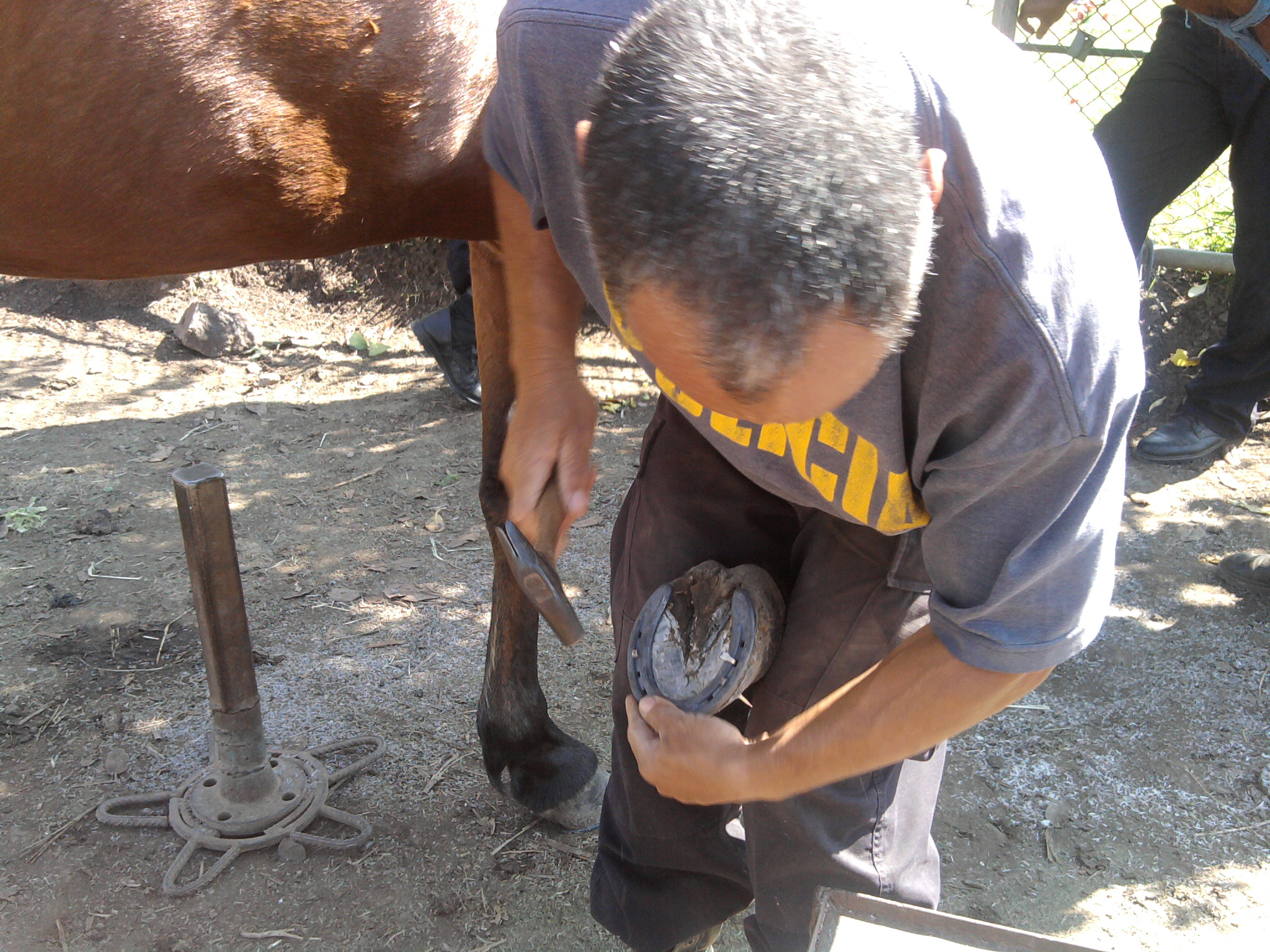
Een hoefsmid tijdens het beslaan

## Trivia
- Darter John Michael is in het dagelijks leven hoefsmid.[3]